# Gaetano Pecorella
Gaetano Pecorella (Milano, 9 maggio 1938) è un politico e avvocato italiano.

## Studi e attività forense
Laureato in Giurisprudenza, avvocato penalista, è stato assistente di Procedura penale del professore Gian Domenico Pisapia, di Diritto penale del professore Giacomo Delitala e, successivamente, professore associato di Istituzione di diritto e procedura penale presso la Facoltà di Scienze politiche di Milano (dal 2002 in pensione).
È stato avvocato in molti processi politici, partecipando negli anni settanta, insieme a Marcello Torre e a Umberto Terracini, alla difesa dell'anarchico salernitano Giovanni Marini, accusato dell'omicidio del militante del Movimento Sociale Italiano Carlo Falvella. Marini era difeso pubblicamente dall'associazione Soccorso Rosso Militante (fondata da Dario Fo e Franca Rame), anche se Pecorella ha sempre negato di aver avuto rapporti di comunanza con il gruppo, sostenendo di aver sostenuto il solo Movimento Studentesco e la sinistra extraparlamentare, spostandosi poi su posizioni più moderate, definendosi un "liberal all'americana":
Dal 1994 al 1998, per due mandati consecutivi, è stato presidente dell'Unione delle Camere Penali Italiane.
Ha difeso Silvio Berlusconi (in alcuni processi), e, presso il tribunale di Santa Maria Capua Vetere, Nunzio De Falco, boss di camorra del cartello camorristico casalese condannato all'ergastolo come mandante dell'omicidio di don Peppino Diana. In seguito dirà che don Diana è stato sicuramente ucciso per mano della Camorra, ma non per questo è da elevare a martire in quanto il suo impegno anticamorra è solo uno dei moventi ipotizzati ma non è l'unico emerso dal processo; queste dichiarazioni hanno scatenato una polemica con lo scrittore Roberto Saviano.
Tra i suoi clienti celebri anche il comandante partigiano Giambattista Lazagna (accusato di essere un fiancheggiatore delle Brigate Rosse e poi assolto), l'estremista di destra Delfo Zorzi (assolto in via definitiva) per la strage di piazza Fontana e per la strage di Piazza della Loggia - Pecorella venne accusato di favoreggiamento nei confronti dell'ex attivista di Ordine Nuovo, nel secondo processo, ma le indagini si conclusero con l'archiviazione nel 2010 -, Ovidio Bompressi, membro di Lotta Continua condannato per l'omicidio Calabresi, e Francesco Furchì, imprenditore condannato per l'assassinio del politico torinese Alberto Musy.

## Attività politica

### Nell'estrema sinistra
È stato membro di Soccorso Rosso Militante e Potere Operaio. Entra poi nel movimento della sinistra radicale Democrazia Proletaria, che lo candida consigliere alle elezioni regionali lombarde del 1975 in provincia di Milano. Otterrà 1624 preferenze senza essere eletto. Ricandidato alle elezioni regionali lombarde del 1990, otterrà 1680 preferenze, ma ancora una volta non sarà eletto.

### Nel PSI e in Forza Italia
Ha fatto parte del Partito Socialista Italiano e nel 1996 entra in Forza Italia.
Nel 1998 è eletto alle elezioni politiche suppletive come rappresentante del Polo per le Libertà, subentrando al dimissionario Achille Serra. Nel 2001 ricopre l'incarico di Presidente della Commissione Giustizia della Camera dei deputati.
Nel 2004 ha ammesso l'uso di leggi ad personam per "consentire a Berlusconi di governare" superando o sospendendo i procedimenti giudiziari a suo carico. Iscritto al gruppo parlamentare di Forza Italia, dal 1996 è deputato. È stato avvocato difensore di Silvio Berlusconi.

#### Legge Pecorella
Porta il suo nome la Legge Pecorella (legge 20 febbraio 2006 n.46), varata dal governo Berlusconi III, che prevede l'inappellabilità da parte del pubblico ministero delle sentenze di proscioglimento, introducendo il principio che la sentenza vada pronunciata solo "al di là di ogni ragionevole dubbio".
Rimandata alla camere dal Presidente della Repubblica Carlo Azeglio Ciampi, che nutriva forti dubbi sulla costituzionalità del disegno di legge, una volta approvata è stata modificata svariate volte dalla Corte Costituzionale che ne ha rilevato il carattere incostituzionale in varie parti.
La Legge Pecorella, seppur in minima parte, è tuttora in vigore all'art. 428, dato che sono inappellabili le sentenze di non luogo a procedere, all'art. 606 in ordine ai nuovi motivi di ricorso per Cassazione e all'art. 533 (ragionevole dubbio).

### Deputato del Popolo della Libertà
Nel 2008 è stato proposto dal Popolo della Libertà come giudice della Corte costituzionale. La candidatura è stata infine ritirata su richiesta del Presidente Berlusconi dopo innurevoli bocciature a causa della contrarietà assoluta delle opposizioni di PD e IdV.
È presidente della Commissione parlamentare d'inchiesta sulle attività illecite connesse al ciclo dei rifiuti.

### L'uscita dal PdL
Il 22 novembre 2012 annuncia le sue dimissioni dal PdL insieme al vicecapogruppo del PdL alla Camera Isabella Bertolini, al vicepresidente della Commissione Ambiente della Camera ed ex Sottosegretario all'Ambiente del Governo Berlusconi Roberto Tortoli e all'ex presidente del Comitato per la legislazione della Camera Franco Stradella e al deputato già ex PdL Giorgio Stracquadanio per fondare la componente del Gruppo misto Italia Libera nuovo soggetto politico che guarda alle formazioni Italia Futura di Luca Cordero di Montezemolo e Andrea Riccardi e al progetto del Nuovo Polo per l'Italia di Pier Ferdinando Casini e Gianfranco Fini per continuare l'esperienza politica del governo Monti.
Nel 2012 la componente si federa alla Camera con la componente "Liberali per l'Italia-PLI" composta tutta da deputati ex PdL tra cui Roberto Antonione, Giustina Destro, Fabio Gava, Luciano Mario Sardelli, Giancarlo Pittelli  e Angelo Sartori che avevano lasciato il partito nel 2011 facendo cadere il Governo Berlusconi IV per aprire la strada al Governo Monti dando vita alla componente unitaria Italia Libera-Liberali per l'Italia-Partito Liberale Italiano di cui Antonione è eletto capogruppo e Vicepresidente del Gruppo misto.
Nel gennaio 2013 aderisce ufficialmente a Scelta Civica, partito fondato da Mario Monti.

## Opere
- Il furto, 1969, monografia giuridica sul reato di furto
- Di te un incantesimo mi prende, raccolta di poesie, 2005, L'Accademia, ISBN 88-89899-00-X.

Ha scritto inoltre 80 articoli di materia penale.